# Hans-Peter Jugel
Hans-Peter Jugel (* 1964 in Würzburg) ist ein deutscher Diplomat. Er ist seit 2025 Botschafter in Zypern.

## Werdegang
Jugel studierte ab 1985 Rechtswissenschaft in Würzburg, Freiburg, Lausanne und Tübingen. Seit 1988 ist er Mitglied der Studentenverbindung Société d’Étudiants Germania Lausanne. Das Rechtsreferendariat absolvierte er in Stuttgart. 1994 wurde er in Tübingen zum Doktor der Rechte promoviert.
1995 begann Jugel seine Laufbahn im Auswärtigen Amt in Bonn. Er war zunächst als Referent in der Abteilung für Völkerrecht tätig. Ab 1998 war er an der Botschaft in Tallinn eingesetzt. 2001 wurde er stellvertretender Generalkonsul am Generalkonsulat in Guangzhou. 2004 wechselte er als Referent in das Büro des europäischen Korrespondenten in die Zentrale des Auswärtigen Amts in Berlin. Daraufhin wurde er 2007 Referent in der Wirtschaftsabteilung an der Botschaft in Washington. 2010 wurde er stellvertretender europäischer Korrespondent im Auswärtigen Amt in Berlin. Anschließend kam er 2013 an die Botschaft in Moskau und übernahm die Leitung der Rechts- und Konsularabteilung. Im Zuge seines Wechsels zurück in die Zentrale des Auswärtigen Amts in Berlin 2015 wurde er Referatsleiter für die Gemeinsame Sicherheits- und Verteidigungspolitik. 2018 wurde Jugel stellvertretender Ständiger Vertreter im Rang eines Botschafters an der Ständigen Vertretung Deutschlands bei den Vereinten Nationen in Genf. Von 2023 bis 2025 war er schließlich Gesandter an der Botschaft in Teheran.
Im August 2025 wurde Jugel als Nachfolger von Anke Schlimm Botschafter in Zypern und Leiter der Botschaft in Nikosia.
Jugel ist verheiratet und Vater dreier Kinder. Er ist Reserveoffizier der Bundeswehr.

## Schriften
- Zum Begriff des Wirtschaftsrechts in Westeuropa, Tübingen 1995.